# Амалія Ліндгрен
Амалія Ліндгрен (швед. Amalia Lindegren; 22 травня 1814, Стокгольм — 27 грудня 1891, там же) — шведська художниця.

## Біографія
Амалія Ліндгрен кілька років навчалася при Королівській художній академії, потім ще п'ять років у Парижі (зокрема в студії Леона Коньє) та Римі.
Після повернення в 1856 році у Швеції її обрали членом Королівської художньої академії. Ліндгрен більшу частину свого часу присвячувала портретному живопису. Велику популярність отримали її жанрові полотна з даларнськими мотивами, серед яких «Крихітка на смертному одрі» (1858) та «Недільний вечір у сільському будинку» (1860), репродукції яких розходилися величезними накладами.
Ім'я А. Ліндгрен пов'язують з Дюссельдорфською школою живопису.

## Галерея

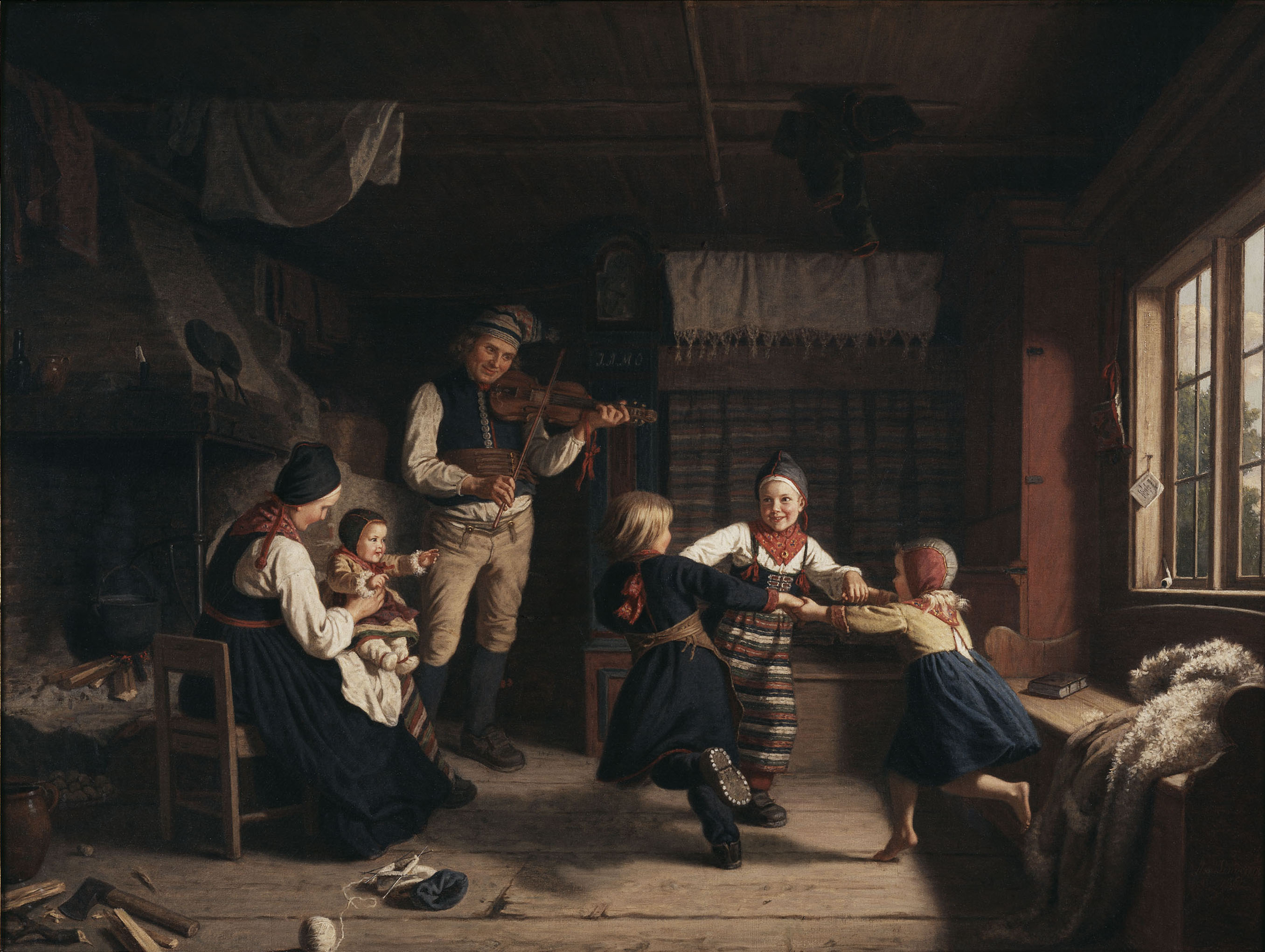
Недільний вечір у сільському будинку, 1860
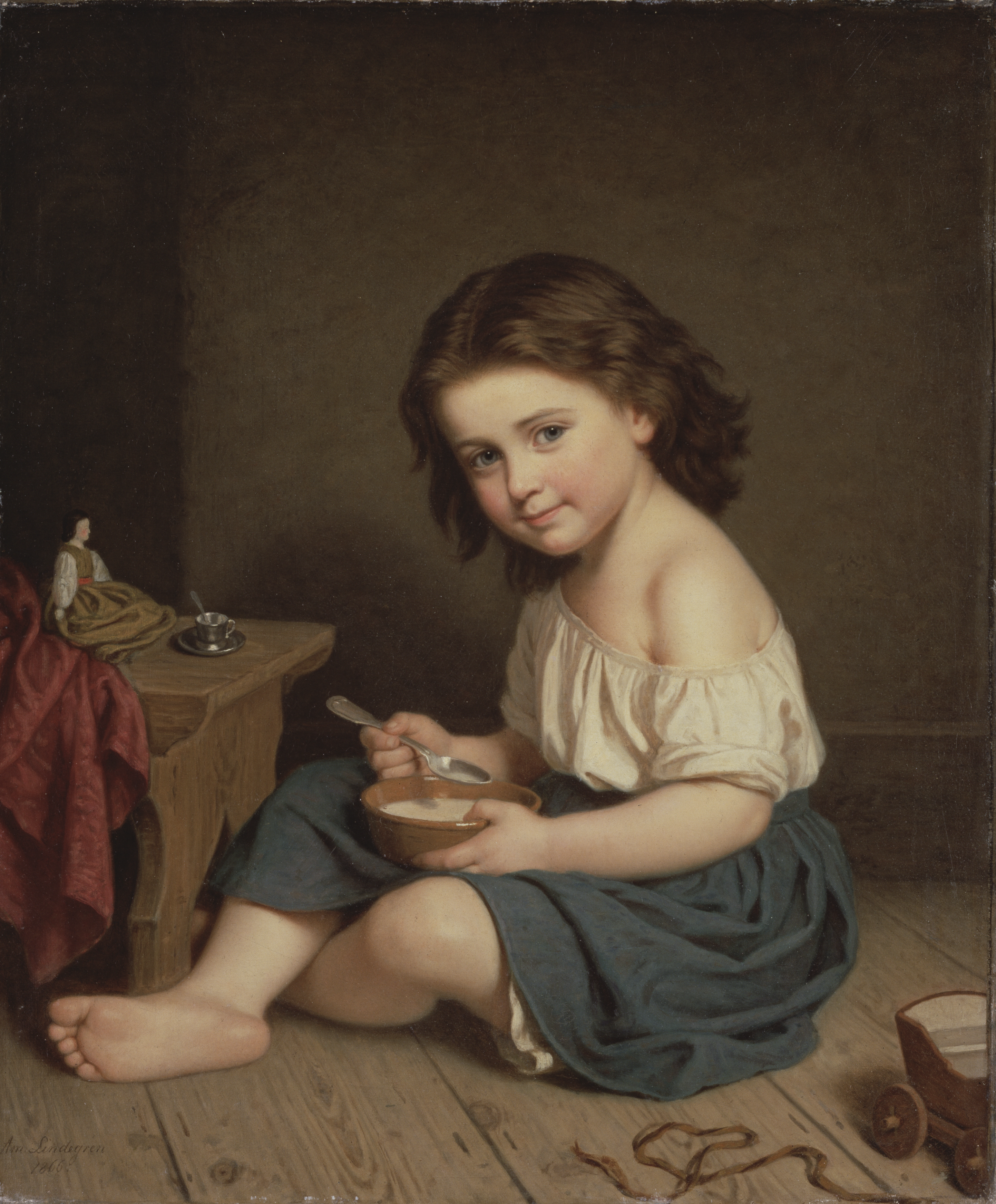
«Сніданок». Полотно, олія. 1866
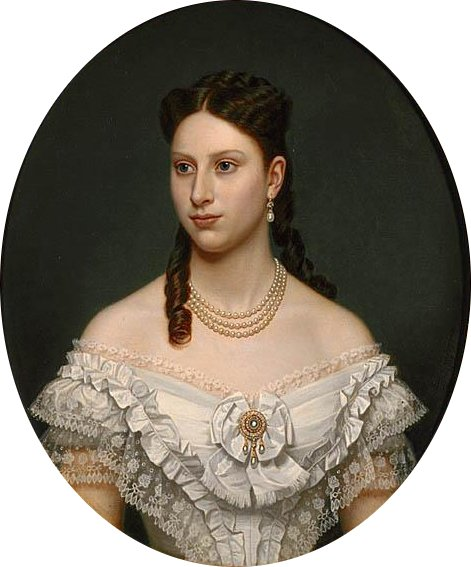
Ловиса Шведська. (ок. 1873)
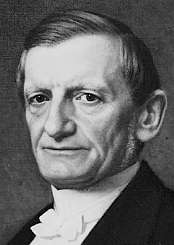
Прем'єр-міністр Арвід Поссе, 1891